# AltBeacon
AltBeacon és un dels diversos protocols disponibles per a la implementació de la funcionalitat anomenada Beacon Bluetooth LE i va ser desenvolupat per l'empresa Radius Networks com a codi obert.

## Detalls tècnics
- Format de la trama d'identificadoció anomenada "Advertisement PDU" (Protocol Data Unit). Integrada per 47 bytes :[5]

| Preàmbul | Adreça d'accés | Capçal de PDU | AdvA    | AD Flags | Advertisement | CRC     |
| -------- | -------------- | ------------- | ------- | -------- | ------------- | ------- |
| 1 byte   | 4 bytes        | 2 bytes       | 6 bytes | 3 bytes  | 28 bytes      | 3 bytes |

El camp Advertisement té el format: 
| Longitud AD | Tipus AD | ID del fabricant | Codi de beacon | ID de beacon | RSSI    | Reservat |
| ----------- | -------- | ---------------- | -------------- | ------------ | ------- | -------- |
| 1 byte      | 1 byte   | 4 bytes          | 6 bytes        | 20 bytes     | 2 bytes | 2 bytes  |

AD : dades d'Advertisement 
ID : identificador